# Roger Voudouris
John Roger Voudouris (ur. 29 grudnia 1954 w Sacramento, zm. 3 sierpnia 2003 tamże) – amerykański piosenkarz, autor tekstów i gitarzysta, znany najbardziej z hitu „Get Used to It” wydanego w 1979 roku.

## Życiorys
Voudouris urodził się w Sacramento w Kalifornii. Odziedziczył po rodzicach zamiłowanie do muzyki; według jego brata, zaczął już grać na gitarze w wieku 7 lat. Uczęszczając do C.K. McClatchy High School założył zespół muzyczny Loud as Hell Rockers. Grali na występach w Elegant Barn Nightclub. Uzyskali mały sukces jako support przed występem zespołu The Doobie Brothers, Stephena Stillsa i Johna Mayalla.
Roger stworzył duet Voudouris/Kahne z Davidem Kahnem, tuż przed podpisaniem umowy jako artysta solowy z Warner Bros. Records.
Pierwszy album, pt. Roger Voudouris (w niektórych rynkach był pod nazwą The Finger Painter) został wydany w 1978 r. – zyskał małą popularność. Natomiast jego drugi album, pt. Radio Dream, w którym znajduje się popularny utwór pop „Get Used to It”, osiągnął 21. miejsce w czerwcu 1979 roku w Billboard Hot 100. Piosenka „Get Used to It” zdobyła też 4. miejsce w rankingach w Australii. Voudouris zagrał tę piosenkę w programie telewizyjnym The Merv Griffin Show.
Po albumie Radio Dream, rok później, w 1980 roku wydał album A Guy Like Me, a w następnym roku, w 1981, album On The Heels of Love – te dwa ostatnie albumy nie zdobyły takiego sukcesu jak album Radio Dream. Voudouris osiągnął jednak dość duży sukces w Japonii, gdzie jego styl muzyczny był bardzo popularny. Stał się też kultową postacią w Australii po wystąpieniu w znanym telewizyjnym programie muzycznym „Countdown” w sierpniu 1979 roku. W programie był ubrany w szarą marynarkę, która podkreślała jego figurę i w brązowe, skórzane spodnie. To spowodowało, że w tym kraju stał się symbolem seksu (była to też zasługa kaszmirowego czerwonego swetra, który miał założony w teledysku piosenki „Get Used to It”).
Po karierze solowej, powrócił do tworzenia muzyki i pisania tekstów piosenek, m.in. do filmu Kobieta samotna (ang. The Lonely Lady) wraz z Charliem Calellem i do filmu dokumentalnego o Elvisie Presleyu.
Do Kobiety Samotnej napisał dwa utwory: „It’s Gonna Be A Long Night” i „My Heart’s On Fire”.
13 sierpnia 2003 r. zmarł na chorobę wątroby. Został pochowany w Masonic Lawn Cemetery w Sacramento.

## Dyskografia

### Albumy
| Rok  | Album                                | Billboard 200 | Australia | Wydawnictwo muzyczne |
| ---- | ------------------------------------ | ------------- | --------- | -------------------- |
| 1978 | Roger Voudouris – The Finger Painter | –             | –         | Warner Bros. Records |
| 1979 | Radio Dream                          | 171           | 46        | Warner Bros. Records |
| 1980 | A Guy Like Me                        | –             | –         | Warner Bros. Records |
| 1981 | On the Heels of Love                 | –             | –         | Boardwalk Records    |

### Single
| Rok  | Tytuł                             | Pozycje na listach przebojów | Pozycje na listach przebojów | Wydawnictwo muzyczne | Strona B               | Album                |
| Rok  | Tytuł                             | USA                          | AC                           | Wydawnictwo muzyczne | Strona B               | Album                |
| ---- | --------------------------------- | ---------------------------- | ---------------------------- | -------------------- | ---------------------- | -------------------- |
| 1978 | „Don’t Turn My Music Down”        | –                            | –                            | Warner Bros. Records | „Let the Singer”       | The Finger Painter   |
| 1979 | „Get Used to It”                  | 21                           | 18                           | Warner Bros. Records | „The Next Time Around” | Radio Dream          |
| 1979 | „We Can’t Stay Like This Forever” | –                            | –                            | Warner Bros. Records | „Anything from Anyone” | Radio Dream          |
| 1980 | „Guys Like Me”                    | –                            | –                            | Warner Bros. Records | „On the Ladder”        | A Guy Like Me        |
| 1981 | „First Love”                      | –                            | –                            | Boardwalk Records    | „Outgrowing Me”        | On the Heels of Love |